# Джеймс Макклейн
Джеймс Макклейн (англ. James McClean, МФА: [məˈkleɪn]; нар. 22 квітня 1989, Деррі, Північна Ірландія) — ірландський футболіст, фланговий півзахисник англійського клубу «Вест-Бромвіч Альбіон» та національної збірної Ірландії.

## Клубна кар'єра
У дорослому футболі дебютував 2008 року виступами за команду клубу «Деррі Сіті», в якій провів три сезони, взявши участь у 73 матчах чемпіонату. Більшість часу, проведеного у складі «Деррі Сіті», був основним гравцем команди.
До складу «Сандерленда» приєднався 2011 року. У своєму першому сезоні в новому клубі відіграв за команду з Сандерленда 23 матчі в національному чемпіонаті, ставши ключовою фігурою півзахисту. Загалом за два сезони, проведені у Сандерленді, відіграв 59 матчів англійської першості, забивши 7 м'ячів.
8 серпня 2013 року уклав трирічний контракт з клубом Чемпіонату Футбольної Ліги «Віган Атлетік».

## Виступи за збірні
Протягом 2009–2010 років уродженець північноірландського Деррі залучався до складу молодіжної збірної Північної Ірландії. На молодіжному рівні зіграв у 7 офіційних матчах.
У серпні 2011 року отримав виклик до головної збірної Північної Ірландії, який відхилив, мотивуючи свою відмову бажанням захищати кольори збірної команди Республіки Ірландія. В подальшому гравець неодноразово зазначав, що вважає себе ірландцем, а не підданим Великої Британії, до складу якої входить Північна Ірландія.
Принципова позиція гравця, а також рівень його гри на клубному рівні зацікавили керівництво ірландського футболу і на початку 2012 року було отримано дозвіл міжнародних футбольних організацій на участь Маккліна в офіційних матчах національної збірної Ірландії.
29 лютого 2012 року дебютував у формі збірної Ірландії, вийшовши на заміну в товариській грі проти збірної Чехії. За три місяці, 26 травня, брав участь у контрольному матчі збірної Боснії і Герцеговини. Цих двох матчів виявилося достатньо для головного тренера ірландців Джованні Трапаттоні аби включити Маккліна до заявки збірної для участі у фінальній частині чемпіонату Європи 2012 року.
| Дата       | Місто  | Господарі | Результат | Гості                | Турнір           | Голи | Примітки      |
| ---------- | ------ | --------- | --------- | -------------------- | ---------------- | ---- | ------------- |
| 29/02/2012 | Дублін | Ірландія  | 1 – 1     | Чехія                | товариський матч | -    | вийшов на 78' |
| 26/05/2012 | Дублін | Ірландія  | 1 – 0     | Боснія і Герцеговина | товариський матч | -    |               |
| Усього     |        | Матчів    | 1         |                      | Голів            | 0    |               |